# 토리첼라펠리냐
토리첼라펠리냐(이탈리아어: Torricella Peligna)는 이탈리아 아브루초주 키에티도에 있는 코무네이다.